# Memmelshoffen
Memmelshoffen (Duits: Memmelshofen) is een gemeente in het Franse departement Bas-Rhin in de regio Grand Est en telt 317 inwoners (1999).
De gemeente maakt deel uit van het kanton Wissembourg in het arrondissement Haguenau-Wissembourg. Voor 1 januari 2015 was het deel van het kanton Soultz-sous-Forêts en het arrondissement Wissembourg, die toen beide werd opgeheven.

## Geografie
De oppervlakte van Memmelshoffen bedraagt 1,8 km², de bevolkingsdichtheid is 176,1 inwoners per km².
De onderstaande kaart toont de ligging van Memmelshoffen met de belangrijkste infrastructuur en aangrenzende gemeenten.

## Demografie
Onderstaande figuur toont het verloop van het inwonertal (bron: INSEE-tellingen).